# Битва при Сант-Эджидио
Битва при Сант-Эджидио (ит. Battaglia di Sant'Egidio) — сражение, произошедшее 12 июля 1416 года в Сант-Эджидио, пригороде Перуджи, между отрядом кондотьера Браччо да Монтоне и перуджийской армией под руководством Карло I Малатеста.
Бой длился семь часов, в нём активно использовалась тяжёлая кавалерия. Браччо, воспользовавшись инициативой, оставленной ему стратегией противника, применил тактику, уже использовавшуюся им ранее в других сражениях, но, вероятно, достигшую своего апогея в этой битве. Он отправлял небольшие кавалерийские отряды, которые непрерывно атаковали противника в течение всего времени боя, не давая тому возможности для отдыха. Ещё одним фактором, решившим исход боя, было размещение позади войска бочек с водой, которые помогали воинам Браччо утолить жажду в ходе боя под палящим июльским солнцем. Браччо истощил и дезорганизовал вражескую армию, а затем внезапно нанёс расшивающий удар тяжёлой кавалерией, который решил исход битвы.
В результате изнурительного сражения победа досталась армии Браччо, что позволило ему овладеть Перуджей, став её сеньором.

## Предыстория
Семья Фортебраччо вела своё происхождение из городка Монтоне в верхней долине Тибра. В XII веке Фортебраччо переселились в Перуджу, где к началу XIV века уже стали одной из самых влиятельных семей и возглавили партию дворян — Беккерини. Они были вовлечены в борьбу с противостоящей им народной партией (представлявшей интересы ремесленной буржуазии) — Распанти, во главе с другой влиятельной семьей, Микелотти. В 1392 году Распанти всё-таки одержали верх, а Фортебраччио, как и другим представителям дворянской партии, пришлось отправиться в изгнание, потеряв при этом свои владения в Монтоне. Распанти добилась принятия закона, по которому изгнанники не могли приближаться ближе, чем на двадцать миль к Перудже. Андреа Фортебраччио, лишённый своего домена, стал изгнанником. Под именем Браччо да Монтоне он вступил в компанию Сан-Джорджо во главе с графом Кунио Альберико да Барбиано, участвовал во многих сражениях. В 1413 году антипапа Иоанн XXIII назначил Браччо да Монтоне генерал-капитаном церкви и графом Монтоне, что позволило ему вновь предъявить претензии на земли своей семьи.

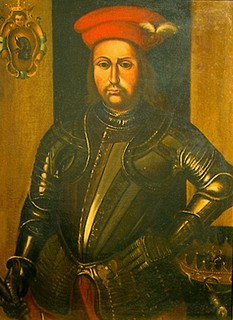
Браччо да Монтоне

В апреле 1416 года да Монтоне двинулся к Перудже со своей армией, состоящей в основном из перуджийских изгнанников — Беккерини, которые, как и их командир, надеялись вернуть себе город после двадцати трёх лет изгнания. Также за деньги, заработанные за время службы кондотьером, он нанял отряд наёмников. Продвигаясь вглубь Умбрии, его отряд занимал города и замки и, в конечном итоге, осадил саму Перуджу. Перуджийцы призвали на помощь влиятельного итальянского феодала Карло Малатеста, назначив его «Защитником святой церкви Перуджи». Под его знамёна прибыли представители многих влиятельных итальянских семей, которые привели с собой 2700 конников. Сама Перуджа имела отряд ополчения во главе с Чекколино Микелотти, состоявший из 1500 воинов. Также на помощь Перудже прибыл отряд из Модены. В целом армия Перуджи состояла из 3500 тяжёлых кавалеристов и 1600 пехотинцев.

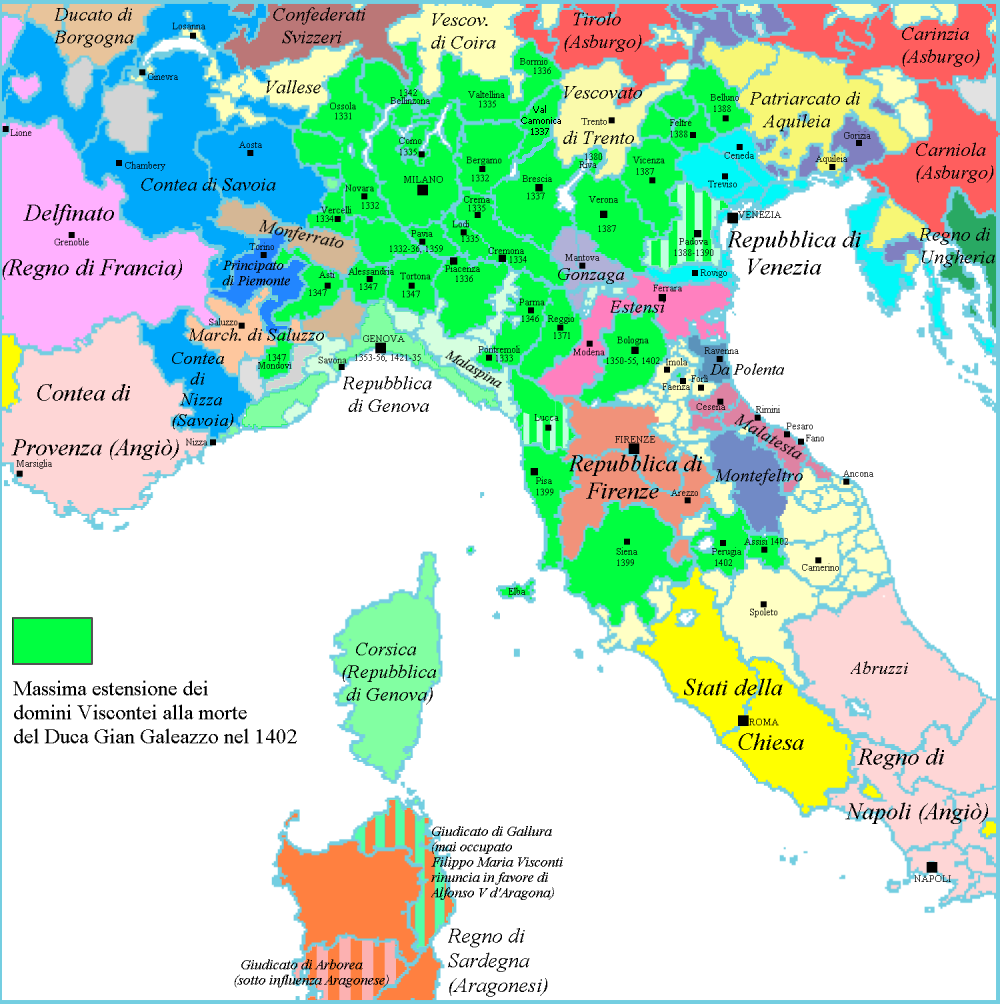
Северная и центральная Италия в 1402 году

Кроме того, к ним на помощь двигался Паоло Орсини с отрядом из 1000 человек пехоты и всадников. Он, однако, не успел к началу битвы, а позже был разбит и сам погиб в сражении при Колфиорито.

## История

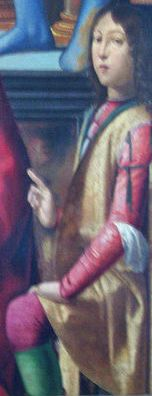
Карло Малатеста

Карло Малатеста, силы которого превосходили противника, недооценил полководческий талант да Монтоне. Также он не учёл подготовку армии противника и погодные условия. Поэтому он считал, что это сражение будет лёгким. Малатеста подготовил очень простой план сражения: так как его армия в большинстве своём состояла из тяжёлой кавалерии, он рассчитывал смести противника одним мощным кавалерийским ударом, атаковать с флангов и в конечном итоге окружить неприятеля. Поэтому он разместил свою армию за Тибром, выстроив кавалерию широким полумесяцем между мостами Вальецеппи и Понте Сан-Джованни на равнине, граничащей с Тибром и Кьяшо. Центр строя был немного позади флангов. При этом Малатеста рассчитывал заманить Монтоне в ловушку. На первом этапе планировалось, что перуджийцы должны были занимать оборонительную позицию, чтобы подтолкнуть Браччо к атаке. Как только отряды да Монтоне ввязались бы в бой, оба крыла армии Малатесты должны были сомкнуться, чтобы окружить врагов. Малатеста был настолько уверен в своей победе, что по некоторым данным, вместо того, чтобы быть вместе со своим войском, предпочитал оставаться в лагере в нескольких километрах от места сражения, ожидая окончания битвы.
В то же время знавший местность лучше своего противника Браччо да Монтоне расположил свой лагерь на узкой равнине, лежащей между Тибром и Сант-Эджидио, по дороге в Ассизи. Вместо проведения массированных атак плотным строем он разделил свою армию на множество небольших отрядов, чтобы по очереди отправлять их в бой. Благодаря этому он мог осуществлять ротацию имеющихся сил, что давало ему возможность держать в постоянном напряжении войско противника, при этом оставляя свои подразделения относительно свежими. Кроме того, Браччо предусмотрительно установил позади строя множество бочек с водой, чтобы поить лошадей и освежать солдат после каждой стычки. В отличие от Малатесты, он находился на поле боя, что позволяло держать ход сражения под своим личным контролем.

### Битва
Утром 12 июля 1416 года две противоборствующие армии встретились на равнине между замками Колле и Сан-Гилио. Битва началась с атаки кавалерийского отряда одного из полководцев Браччо Малатесты Бальони на авангард перуджийцев во главе с Анджело делла Пергола. Час за часом Браччо отправлял свои отряды атаковать перуджийцев. Его воины ожесточенно сражались короткие промежутки времени, а затем отступили для отдыха к бочкам с водой, уступив место отдохнувшему отряду. В то же время солдаты Карло Малатесты ждали подходящего момента для нанесения решающего удара действовали плотным строем в соответствии с первоначальным планом. Их положение значительно ухудшилось к полудню, когда жара усилилась, а также из-за густой пыли, поднявшейся из-за постоянных кавалерийских атак. После многих часов в доспехах под изнурительным солнцем они изнывали от зноя. Многие из них стали отделяться от своих отрядов, чтобы утолить жажду на берегу Тибра, а затем возвращались обратно. Это вызвало неразбериху в рядах перуджийцев, чем и воспользовался Браччо да Монтоне.
Он выждал момент, пока счёл перуджийскую армию совершенно дезорганизованной, затем приказал тяжёлой кавалерии атаковать, разрезав при этом оборону противника на три части. Анджело Тарталья со своими наёмниками, с одной стороны, а отряд состоящий из изгнанников из Перуджи — Беккерини с другой, прорвали строй солдат Малатесты. После чего те бросились в паническое бегство, и многих из них преследовавшие сбросили в реку.
После этого исход битвы был решен в течение короткого времени этой атаки. Разгром Малатесты был полным. Лишь Анджело делла Пергола с отрядом из 400 всадников сумел бежать в сторону Фолиньо, но остальная часть армии Малатесты была взята в плен, включая самого Карло Малатеста. Вместе с ним в плен попали Галеаццо и Чекколино Микелотти, а также Гвидоне ди Бьордо.
В сражении отличились сын Браччо, Оддо, и ученик кондотьера Никколо Пиччинино.

## Потери
Битва не была особенно кровопролитной: Браччо потерял убитыми 180 латников, в то время как перуджийцы потеряли более 300 человек убитыми и не менее 3000 человек было захвачено в плен. Члены семьи Микелотти из Перуджи, взятые в плен, позже были казнены в тюрьме, что является необычной практикой в битвах между феодалами, но типичной для городской фракционной борьбы. Карло Малатеста был освобождён из плена за выкуп в 80 тысяч дукатов.

## Последствия
Перуджа после битвы при Сант-Эджидио была вынуждена предложить Браччо власть над городом. Мир был заключён 16 июля 1416 года в монастыре Монтеморчино.
Битва при Сант-Эджидио сделала Браччо хозяином Перуджи и многих близлежащих городов. Это сражение стало завершающим этапом борьбы между перуджийскими партиями Беккерини и Распанти. Беккерини одержали верх и смогли вернуться после двадцатитрёхлетнего изгнания в родной город. В то же время Распанти были разгромлены и изгнаны из города, а их лидеры попали в заточение и через несколько лет были казнены.